# Január 11.
Január 11. az év 11. napja a Gergely-naptár szerint. Az évből még 354 (szökőévekben 355) nap van hátra.
Névnapok: Ágota + Agáta, Baltazár, Honoráta, Szalvia, Tasziló, Tézeusz, Vazul, Zsálya

## Események

### Politikai események
- 1827 – A brémai városállam megvásárolja a Weser torkolatában lévő Lehe falu területét a Hannoveri fejedelemtől és megalapítja Bremerhavent.
- 1849 – Az ipolysági ütközet. Guyon Richárd dandárja Ipolyságnál visszaveri Anton Csorich feldunai hadsereget üldöző csapatainak támadását.
- 1919 – Károlyi Mihályt ideiglenes köztársasági elnökké nevezik ki.
- 1919 – Berinkey Dénes miniszterelnök megalakítja kormányát.
- 1920 – A Versailles-i békeszerződés határozatának megfelelően megkezdi működését a Népszövetség.
- 1962 – A honvédelmi miniszter kiadja a „03” és „04. számú” parancsát a tartalékos, illetve a 2. évüket leszolgált és ideiglenesen visszavont sorállomány január 17–20-a közötti leszereléséről.
- 1994 – Bill Clinton amerikai elnök, Václav Havel cseh elnök és Bohumil Hrabal cseh író találkozója a prágai Aranytigris sörözőben
- 2007 – Vietnám lesz a WTO 150. tagállama
- 2008 – Ötvenkilenc felkelő és egy katona veszti életét a Srí Lanka északi részén a tamil szakadárok és a kormányhadsereg között dúló harcokban.

### Tudományos és gazdasági események
- 1922 – Először használtak inzulint a cukorbetegség kezelésére.

### Egyéb események
- 1771 – Hegyomlás a Déli-Dolomitokban, Alleghe város közelében. A Monte Piz-ről lezúduló sziklatömeg elzárja a völgyet, kialakul az Alleghe-tó.
- 1987. január 11-én este, 20.30 körül történt a budapesti fogaskerekű vasút történetének eddigi legsúlyosabb, két járművezető életét követelő balesete.
- 2000-ben ezen a napon, hajnal virradóra leégett a városligeti Globe Színház (korábban Körszínház) épülete. A szándékos gyújtogatás elkövetőjét azóta sem találták meg, ezért a rendőrség a nyomozást lezárta.
- 2007-ben Pestszentlőrincen 15,5 fokot mértek, amely fővárosi és országos hőmérsékleti rekordnak számít.
- 2015-ben Lágymányoson 17 fokot mértek az éjszakai órákban, amellyel megdőlt a fővárosi és az országos hőmérsékleti rekord.[1]

## Születések
- 347 – I. Theodosius római császár († 395)
- 1638 – Nicolaus Steno dán természettudós († 1686)
- 1753 – Charlotte Buff, az a német nő, akiről Johann Wolfgang von Goethe Lotte alakját mintázta Az ifjú Werther szenvedései című művében († 1828)
- 1800 – Jedlik Ányos pap, tanár, fizikus, feltaláló († 1895)
- 1823 – Pierre Philippe Denfert-Rochereau francia katonatiszt, († 1878)
- 1842 – William James amerikai pszichológus, filozófus, († 1910)
- 1867 – Edward Bradford Titchener angol pszichológus († 1927)
- 1869 – Aujeszky Aladár magyar mikrobiológus, nevéhez köthető a kutyák veszettség elleni kötelező oltásának bevezetése Magyarországon († 1933)
- 1899 – Vaszary János magyar színész, színigazgató, rendező, színműíró  († 1963)
- 1902
  - Maurice Duruflé francia orgonaművész és zeneszerző († 1986)
  - Kalmár Ilona magyar kereskedő, bridzsoktató, Móra Ferenc időskori múzsája († 1986)
- 1903 – Dékány András magyar ifjúsági író († 1967)
- 1904 – Németh Andor magyar földbirtokos, közgazdász, újságíró, lapszerkesztő, országgyűlési képviselő († 1983)
- 1906 – Albert Hofmann svájci vegyész († 2008)
- 1911 – Varjas Béla magyar irodalomtörténész, könyvtáros, († 1985)
- 1916 – Bernard Blier francia színész († 1989)
- 1919 – Farkas Vince tengerésztiszt, múzeumalapító († 2007)
- 1922 – Kőrössi Anni magyar színésznő, operaénekesnő, a debreceni Csokonai Színház örökös tagja
- 1922 – Telegdi Bálint Wolf-díjas kísérleti részecskefizikus, az MTA tiszteleti tagja († 2006)
- 1923 – Carroll Shelby amerikai autóversenyző († 2012)
- 1923 – Ernst Nolte német történész, egyetemi tanár († 2016)
- 1928 – Ambrus Edit Jászai Mari-díjas magyar színésznő
- 1930 – Rod Taylor ausztrál színész († 2015)
- 1930 – Földes Péter magyar vegyészmérnök, egyetemi tanár, az MTA tagja († 1982)
- 1932 – Gonda János magyar dzsesszzenész, Erkel-díjas zongoraművész, zeneszerző († 2021)
- 1949 – Ungár Anikó magyar bűvész
- 1957 – Zaza Kolelisvili grúz színész, rendező, forgatókönyvíró, producer, díszlettervező
- 1958 – Trevor Taylor jamaicai születésű zenész, énekes a Bad Boys Blue egykori tagja († 2008)
- 1958 – Vicki Peterson amerikai zenész, énekes
- 1961 – Eszenyi Enikő Kossuth-díjas magyar színésznő, rendező
- 1961 – Habsburg Károly, Habsburg Ottó és Regina szász–meiningeni hercegnő fia
- 1961 – Jasper Fforde, angol író
- 1972 – Sal Endre magyar író, újságíró
- 1977 – Tokaji Viktor magyar jégkorongozó
- 1979 – Darabont Mikold magyar színésznő
- 1980 – Maloveczky Miklós televíziós, rádiós műsorvezető, énekes
- 1983 – Adrian Sutil német autóversenyző
- 1984 – Arlene Iradie Semeco Arismendi venezuelai úszónő
- 1985 – Nakadzsima Kazuki japán autóversenyző
- 1985 – Vaszkó Bence magyar színész
- 1987 – Kozák Danuta hatszoros olimpiai bajnok magyar kajakozó
- 1987 – Jamie Vardy angol labdarúgó

## Halálozások
- 1753 – Hans Sloane ír természettudós, orvos, botanikus (* 1660)
- 1801 – Domenico Cimarosa itáliai zeneszerző (* 1749)
- 1872 – Balogh János alispán, országgyűlési követ (* 1796)
- 1875 – Giovanni Biagio Luppis von Rammer vagy Ivan Lupis, magyarosan Luppis János, az osztrák–magyar haditengerészet tisztje, az önálló hajtással rendelkező torpedó feltalálója. (* 1813)
- 1885 – Kruesz Krizosztom bencés pap, 1865–1885 között pannonhalmi főapát, pedagógus, az MTA tagja (* 1819)
- 1944 – Galeazzo Ciano olasz külügyminiszter, Mussolini veje (* 1903)
- 1944 – Emilio de Bono olasz katonatiszt, a fasiszta mozgalom alapító tagja (* 1866)
- 1952 – Aureliano Pertile olasz operaénekes, tenor (* 1885)
- 1966 – Alberto Giacometti svájci születésű olasz festőművész, szobrászművész (* 1901)
- 1968 – Seress Rezső magyar zeneszerző, zongoraművész (* 1899)
- 1968 – Cseh-Szombathy László magyar orvos, egészségpolitikus (* 1894)
- 1975 – Jan Reychman lengyel orientalista, hungarológus, történész (* 1910)
- 1976 – Majláth Júlia magyar zeneszerző, dalszerző (* 1921)
- 1989 – Ábrahám Ambrus Andor magyar zoológus, ideghisztológus, az MTA tagja (* 1893)
- 1991 – Carl David Anderson Nobel-díjas amerikai kísérleti fizikus (* 1905)
- 1993 – Lontay Margit Jászai Mari- és Aase-díjas magyar színésznő, érdemes művész (* 1918)
- 2008 – Edmund Hillary új-zélandi hegymászó, 1953-ban Tendzing Norgaj társaként a Mount Everest első meghódítója (* 1919)
- 2007 – Solveig Dommartin francia színésznő (* 1961)
- 2008 – Pór Edit tanár, sajtótörténész (* 1928)
- 2014 – Aríél Sárón izraeli politikus, tábornok, miniszterelnök (* 1928)
- 2015 – Anita Ekberg svéd színésznő, modell (* 1931)
- 2015 – Buzánszky Jenő olimpiai bajnok magyar labdarúgó, a nemzet sportolója (* 1925)
- 2022 – David Sassoli olasz újságíró, politikus, az Európai Parlament elnöke (2019–2022) (* 1956)

## Ünnepek, emléknapok, világnapok
- Albánia: Köztársaság napja
- Marokkó: Függetlenségi ünnepnap (Watiqat al Istiqlal)
- Mikronézia, Kosrae: az alkotmány napja